# موائل بحرية
البيئة البحرية توفر أنواع كثيرة من الموائل (الكائنات البحرية) التي تدعم الحياة البحرية. الحياة البحرية تعتمد في بعض الجوانب على المياه المالحة . والموائل هو الكائنات البحرية أو منطقة بيئة طبيعية مأهولة من نوع واحد أو أكثر.